# Somewherecold Records
Somewherecold Records (anteriormente Somewhere Cold Records) é uma gravadora americana independente fundada no final de 2004 por Jason T. Lamoreaux. A gravadora foi fundada em Lexington, Kentucky, mas atualmente está sediada em Shelbyville, Kentucky. Ele lança música ambiente, shoegaze, dream pop, slowcore, pós-rock, space rock e drone, com uma lista internacional de artistas que vão desde o início de 2000 até o presente. Somewherecold Records lançou músicas em formato de discos de vinil, discos compactos e cassetes compactos.

## Artistas
Esta é uma lista parcial de artistas que gravam para a Somewherecold Records.
- Aidan Baker
- Anders Brørby
- The Beremy Jets
- The Corrupting Sea
- Hammock
- Joy Electric
- Nebula Glow
- David Newlyn
- North End
- Pia Fraus
- Starflyer 59
- Tape Deck Mountain
- Tears Run Rings
- Tombstones in their Eyes
- Robert Scott Thompson
- Ummagma
- Vision Eternel
- Margus Voolpriit
- Wolfredt
- Yellow6